# Luther Perkins
Pour les articles homonymes, voir Perkins.
Luther Perkins Monroe (8 janvier 1928 - 5 août 1968) était un guitariste américain de musique country connu pour son travail en tant que membre des Tennessee Three avec Johnny Cash et de leur "boom-chicka" style rythmique.